# Samvel Ter-Sahakyan
Samvel Ter-Sahakyan (in armeno Սամվել Տեր-Սահակյան?; Vanadzor, 19 settembre 1993) è uno scacchista armeno, grande maestro e campione armeno in carica, campionato che ha vinto per la seconda volta.

## Carriera
- 2003: vince il campionato europeo U10 di Budua;
- 2004: secondo posto nel campionato europeo U12 di Ürgüp;
- 2005: terzo nel campionato del mondo U12 di Belfort, dietro a Wesley So e Sanan Sjugirov;
- 2007: pari primo-terzo con Hrant Melkumjan e David Kalaszjan nel torneo di Erevan;
- 2008: secondo nel campionato europeo U16 di Castelnuovo; realizza la terza norma di grande maestro in ottobre 2008, durante il campionato del mondo U16 di Vũng Tàu in Vietnam.
- 2009: vince il campionato europeo U18 di Fermo; pari primo con Levon Babujan nel Karen Asrian Memorial;
- 2010: secondo nel campionato europeo U18 di Batumi;
- 2010: secondo nel campionato del mondo U18 di Porto Carras in Grecia;
- 2011: vince il campionato del mondo U18 di Caldas Novas in Brasile con 8/9, davanti a Vladimir Fedoseev e altri 90 giocatori;[1]
- 2011: secondo nel 71º campionato armeno di Erevan, vinto da Robert Hovhannisyan;[2]
- 2013: secondo dietro a Robert Hovhannisyan nel Karen Asrian Memorial di Jermuk.[3]
- 2019: in gennaio vince a Villorba la Vergani Cup con 6,5 punti su 9.[4] In dicembre vince a Montebelluna il Chess Festival con 7 punti su 9. [5]
- 2020:  in gennaio a Montebelluna vince ancora la Vergani Cup con 7,5 punti su 9.[6] Nello stesso mese vince il Campionato armeno di scacchi con 6 punti su 9. [7]

Ha raggiunto il rating FIDE più alto nel febbraio 2020, con 2640 punti Elo.